# Ширякино
Ширякино — деревня в Можайском районе Московской области в составе Порецкого сельского поселения. Численность постоянного населения по Всероссийской переписи 2010 года — 21 человек. До 2006 года Ширякино входило в состав Синичинского сельского округа.
Деревня расположена на западе района, примерно в 10 км к северу от Уваровки, на левом берегу речки Жезлянка (левый приток Лусянки), высота центра над уровнем моря 227 м. У восточной окраины деревни проходит региональная автодорога 46К-1123 (бывшая Р 90) Тверь — Уваровка. Ближайшие населённые пункты — Синичино на востоке, Бакулино на юго-востоке, Ладыгино на юге и Дальнее на западе.